# Duninia
Genre
Duninia est un genre d'araignées aranéomorphes de la famille des Hersiliidae.

## Distribution
Les espèces de ce genre se rencontrent en Iran et au Turkménistan.

## Liste des espèces
Selon World Spider Catalog (version 19.5, 16/11/2018) :
- Duninia baehrae Marusik & Fet, 2009
- Duninia darvishi Mirshamsi & Marusik, 2013
- Duninia grodnitskyi Zamani & Marusik, 2018
- Duninia rheimsae Marusik & Fet, 2009

## Étymologie
Ce genre est nommé en l'honneur de Peter Mikhailovitch Dunin.

## Publication originale
- Marusik & Fet, 2009 : A survey of east Palearctic Hersiliola Thorell, 1870 (Araneae, Hersiliidae), with a description of three new genera. ZooKeys, no 16, p. 75-114 (texte intégral).